# Oakport
Oakport ist ein Ort im Clay County im US-amerikanischen Bundesstaat Minnesota. Im Jahr 2010 wurden im damaligen Census-designated place Oakport 1387 Einwohner gezählt. Zum 1. Januar 2015 ging der Ort in der Stadt Moorhead auf.
Oakport ist Bestandteil der Fargo–Moorhead Metropolitan Area.

## Geografie
Oakport liegt am Ostufer des Red River of the North, der die Grenze zu North Dakota bildet. Der Ort, der das Zentrum der Oakport Township bildet, liegt auf 46°55′55″ nördlicher Breite, 96°46′44″ westlicher Länge und erstreckt sich über 7,7 km².
Das Stadtzentrum von Fargo liegt 8 km südlich. Größere Städte in der weiteren Umgebung sind Winnipeg in Kanada (355 km nördlich), Duluth am Oberen See (396 km östlich), Minneapolis (371 km südöstlich) und Sioux Falls in South Dakota (402 km südlich). Die Grenze zu Kanada befindet sich 244 km nördlich.

## Verkehr
Der in Nord-Süd-Richtung verlaufende U.S. Highway 75 bildet den östlichen Ortsrand von Oakport. Als Hauptstraße führt die Minnesota State Route 22 durch den Ort und führt über eine Brücke über den Red River in westliche Richtung zum Flughafen Fargo. Alle weiteren Straßen sind untergeordnete und teils unbefestigte Fahrwege sowie innerörtliche Verbindungsstraßen.
Die nächsten Flughäfen sind der Hector International Airport in Fargo (4,1 km südwestlich), der Winnipeg James Armstrong Richardson International Airport (357 km nördlich) und der Minneapolis-Saint Paul International Airport (406 km südöstlich).

## Demografische Daten
Nach der Volkszählung im Jahr 2010 lebten in Oakport 1387 Menschen in 479 Haushalten. Die Bevölkerungsdichte betrug 180,1 Einwohner pro Quadratkilometer. In den 479 Haushalten lebten statistisch je 2,89 Personen.
Ethnisch betrachtet setzte sich die Bevölkerung zusammen aus 98,2 Prozent Weißen, 0,4 Prozent Afroamerikanern sowie 0,4 Prozent amerikanischen Ureinwohnern; 1,1 Prozent stammten von zwei oder mehr Ethnien ab. Unabhängig von der ethnischen Zugehörigkeit waren 1,2 Prozent der Bevölkerung spanischer oder lateinamerikanischer Abstammung.
25,8 Prozent der Bevölkerung waren unter 18 Jahre alt, 63,9 Prozent waren zwischen 18 und 64 und 10,3 Prozent waren 65 Jahre oder älter. 48,2 Prozent der Bevölkerung war weiblich.

Das mittlere jährliche Einkommen eines Haushalts lag bei 83.500 USD. Das Pro-Kopf-Einkommen betrug 33.485 USD. 5,0 Prozent der Einwohner lebten unterhalb der Armutsgrenze.